# کودماهی
کودماهی (انگلیسی: Menhaden) نامی است که برای ماهی‌های متعلق به دو سرده Brevoortia و Ethmidium به‌کار می‌رود. سرخ‌پوستان آمریکا از این ماهیان به عنوان کود استفاده می‌کردند و کودماهی‌های مرده را در کنار نشا و قلمه گیاهان خاک می‌کردند.